# Cerocephala dinoderi
Cerocephala dinoderi is een vliesvleugelig insect uit de familie Pteromalidae. De wetenschappelijke naam is voor het eerst geldig gepubliceerd in 1925 door Gahan.